# Ole Edvart Rølvaag
Ole Edvart Rølvaag, född 22 april 1876 på ön Dønna i Nordland, Norge, död 5 november 1931 i Northfield, Minnesota, var en norsk-amerikansk författare och professor.

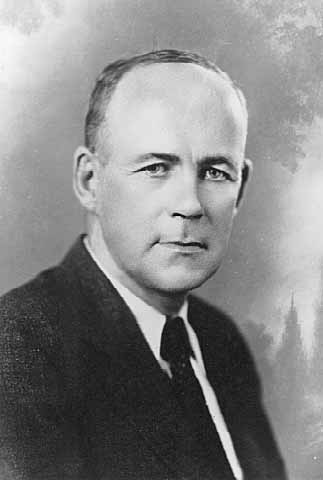
Ole Edvart Rølvaag

## Biografi
Ole Edvart Rølvaag föddes som Ole Edvart Pedersen, en av Peder Benjamin Jakobsen och Ellerine Pedersdatter Vaags sju barn i ett fiskarsamhälle på ön Dønna som hade det inofficiella namnet Rølvaag. Från det han fyllt 14 år var han på Lofotsfiske tillsammans med fadern och bröderna och fortsatte så tills han utvandrade till South Dakota i Förenta staterna 1896. En släkting sände honom en biljett och vid ankomsten arbetade han som bonddräng tills han med hjälp av sin församlingspräst fick möjlighet att studera vid Augustana Academy i Canton i South Dakota. Där tog han examen 1901, varefter han 1905 avlade bachelorexamen och därefter en master's degree vid St. Olaf College i Northfield i Minnesota år 1910. Han studerade även ett år på Universitetet i Oslo.
1908 blev han medborgare i Förenta staterna och gifte sig med Jennie Marie Berdahl. De fick fyra barn: Olaf, Ella, Karl and Paul. Sonen Karl Rolvaag blev Minnesotas 31:a guvernör.
Ole Edvart Rølvaag dog den 5 november 1931 i Northfield i Minnesota.

### Skönlitteratur
- Amerika-breve fra P.A. Smevik til hans far og bror i Norge. Minneapolis, Minn. : Augsburg Publishing House, 1912. - Engelsk översättning: The third life of Per Smevik 1971.
- Paa glemte veie / av Paal Mørck. Minneapolis, Minn. : Augsburg Publishing House, 1914.
- To tullinger : et billede fra idag. Minneapolis, Minn. : Augsburg Publishing House, 1920. - Nyugåva med titeln Rent guld. Oslo : Aschehoug, 1932. - Engelsk översättning: Pure gold 1929.
- Længselens baat : film-billeder. Minneapolis, Minn. : Augsburg Publishing House, 1921. - Engelsk översättning: The boat of longing : a novel 1933.
- Fortælling om norske nykommere i Amerika. Romanserie i fyra delar om Per Hansa, Beret och deras son Peder Seier:
  - I de dage - : fortælling om norske nykommere i Amerika. Kristiania : Aschehoug, 1924. - Svensk översättning:  Pionjärer: i de dagar - : berättelse om norska emigranter i Amerika. Stockholm: Geber. 1927. Libris 1342821
  - Riket grundlægges. Oslo : Aschehoug, 1925. - Engelsk översättning av I de dage och Riket grundlægges i en kombinerad utgåva: Giants of the earth :  a saga of the prairie 1927. - Svensk översättning:  Kampen med storvidden. Stockholm: Geber. 1930. Libris 1342820
  - Peder Seier. Oslo : Aschehoug, 1928. - Engelsk översättning: Peder Victorious : a novel 1929.
  - Den signede dag. Oslo : Aschehoug, 1931. - Engelsk översättning: Their fathers' God 1973.
- Fortællinger og skildringer. Minneapolis, Minn. : Augsburg Publishing House, [1932]. - Med biografi av Waldemar Ager. - Innehåller med ett undantag berättelser och dikter som tidigare varit införda i julpublikationen Jul i Vesterheimen.
- When the wind is in the South and other stories Selected and translated by Solveig Zempel. Sioux Falls, S.D. : Center for Western Studies, 1964.